# Sibylle Tiedemann
Sibylle Tiedemann (* 1951 in Neu-Ulm) ist eine deutsche Regisseurin, Autorin und Filmproduzentin.

## Leben
Tiedemann machte 1977 ihren Abschluss in Freier Kunst und Kunstpädagogik an der Hochschule für Bildende Künste in Kassel. Von 1980 bis 1986 studierte sie an der Deutschen Film- und Fernsehakademie DFFB in Berlin. Von 1993 bis 1995 arbeitete Tiedemann an der Filmschule ZELIG in Bozen als Gastdozentin. 2000 gründete sie die Produktionsfirma Tiedemann Film. Seit 2005 ist sie Mitglied der Deutschen Filmakademie. Sibylle Tiedemann lebt in Berlin und Neu-Ulm.

## Filmografie
- 1992: Colonna sonora (Dokumentarfilm)
- 1998: Kinderland ist abgebrannt (Dokumentarfilm)
- 2000: Verräter der Nation (Dokumentarfilm)
- 2001: Hainsfarth hatte einen Rabbi (Dokumentarfilm)
- 2004: Estland – Mon Amour (Dokumentarfilm)
- 2009: Briefe aus Chicago
- 2022: Ann Dorzback: Ein jüdisches Leben[2]
- 2023: show me the way to the künstlerhaus (Kurzfilm, 8 Min., zusammen mit Heike Sauer und Reiner Schlecker zur Unterstützung des Künstlerhauses Ulm)

## Ausstellungen, Bücher und Inszenierungen (Auswahl)
- Fotoausstellung Türkengetto, Kassel 1976
- Buch über Fotografie „Dies sind eben alles Bilder der Straße“, 1979
- Inszenierung von vier Kurzopern, Städtische Bühnen Trento 1989
- Hörspiel „Odeonfragment“, 1992
- Fotoausstellung „LA – RESEARCH, Los Angeles 2005“, Oberfahlheim2006
- Fotoausstellung „Broken Landscapes“, Galerie Semmler, Ulm 2006

## Auszeichnungen (Auswahl)
- Deutscher Filmpreis, 1998
- Dokumentarfilmpreis der Stadt Potsdam, 1998
- Nominierung Grimme-Preis, 1999
- Part.Prix Europa 2001
- Kunstpreis der Stadt Neu-Ulm, 2007
- German Jewish History Award, 2011[3]